# (1069) Planckia
(1069) Planckia ist ein Asteroid des Hauptgürtels, der am 28. Januar 1927 vom deutschen Astronomen Max Wolf in Heidelberg entdeckt wurde. 
Anlässlich seines 70. Geburtstages wurde der Asteroid nach dem deutschen Physiker und Nobelpreisträger Max Planck (* 23. April 1858 † 4. Oktober 1947) benannt.